# Гареев, Халим Рашитович
Халим Рашитович Гареев (15 июня 1951, Черемшанка, Иркутская область — 31 октября 2017, Ангарск, Иркутская область) — советский самбист, чемпион и призёр чемпионатов СССР, обладатель Кубков СССР и мира, чемпион мира, Заслуженный мастер спорта России (28 июня 2000).

## Биография
Татарин. Выступал в весовой категории (до 57 кг). Его наставником был Валерий Невзоров. Начал заниматься самбо в клубе «Ангара» в Ангарске, где учился в медицинском училище. После ухода из большого спорта был приглашён в клуб ЦСКА. Служил в Польше, выступал за команду Вооружённых Сил. В 1990-е годы занимался бизнесом. Тренировал начинающих борцов.
Был убит ударом ножа в спину.
В Ангарске в память о Гарееве проходит юношеский турнир по самбо.

## Спортивные результаты
- Командный Кубок СССР по самбо 1976 года — ;
- Чемпионат СССР по самбо 1976 года — ;
- Чемпионат СССР по самбо 1977 года — ;
- Чемпионат СССР по самбо 1978 года — ;
- Борьба самбо на летней Спартакиаде народов СССР 1979 года — ;
- Чемпионат СССР по самбо 1980 года — ;